# Johann Morrien
Johann Morrien (* im 15. Jahrhundert; † 28. Juni 1562 in Münster) war Domherr in Münster.

## Leben

### Herkunft und Familie
Johann Morrien entstammte dem westfälischen Adelsgeschlecht Morrien, das im Mittelalter und in der frühen Neuzeit eine der führenden Familien im Ritterstand war und von 1350 bis 1691 das Amt des Erbmarschalls im Hochstift Münster innehatte. Er war der Sohn des Erbmarschalls Sander Morrien und dessen Gemahlin Frederun Wolff zu Lüdinghausen. Seine Brüder waren der Erbmarschall Gerhard, der Dompropst Alexander und der Cloppenburger Drost Dietrich. Dieser hatte Anna v. Valcke zu Rockel geheiratet und kam so in den Besitz des Falkenhofes in Rheine.

### Wirken
Mit dem Erhalt der Tonsur am 26. April 1513 wurde Johann auf ein geistliches Leben vorbereitet. Er studierte an der Universität in Köln und erhielt am 26. August 1518 die päpstliche Provision auf die münstersche Dompräbende, die durch den Tod des Domherrn Heinrich Schencking frei geworden war. Am 4. Januar 1519 nahm er die Präbende in Besitz. Am 13. Dezember 1549 wurde er Archidiakon in Billerbeck und nahm am 27. Dezember 1557 das Amt des Domseniors wahr. Am 30. Juni 1559 wurde er Besitzer der Obedienz Greving. In seinem Testament vom 10. März 1559 legte er den Wunsch fest, neben seinem Vater und seinem Bruder Alexander im Dom zu Münster begraben zu werden. Er bedachte seine beiden in Werne verheirateten Töchter mit je 100 Reichstalern, weil sie zum Brautschatz weniger erhalten hatten als ihre in Coesfeld verheiratete Schwester. Seine Söhne wurden ebenso bedacht. Am 21. Januar 1564 musste ein Prozess über die Nachfolge seines Kanonikats entscheiden. Heinrich von Rechede siegte über Gottfried von Raesfeld.